# باك سميث
باك سميث (بالإنجليزية: Buck Smith)‏ مواليد 22 يوليو 1965 في أوكلاهوما سيتي، هو ملاكم محترف أمريكي سابق بدأ مسيرته الاحترافية سنة 1987.

## المسيرة الاحترافية
من نزالاته:
- خسر أمام يوليوس فوجل (2006/08/26).
- خسر أمام أنطونيو مارجريتو بالضربة الفنية القاضية (1999/10/23).
- انتصر على مانويل إسبارسا (1997/12/02).
- انتصر على ريجي ستريكلاند (1995/12/19).
- انتصر على ريجي ستريكلاند (1995/08/03).

## إحصائيات
خاض خلال مسيرته 226 نزالا، فاز في 179 وتعادل في 2 وخسر في 20. فاز بالضربة القاضية في 120 نزالا.

## روابط خارجية
- باك سميث على موقع بوكس ريك (الإنجليزية) (registration required)